# گوتا، بوتسوانا
گوتا (به انگلیسی: Gweta) شهری در ناحیهٔ مرکزی کشور بوتسوانا است که در سال ۲۰۰۰ میلادی ۶٬۶۵۳ نفر جمعیت داشته که از این تعداد، ۳٬۲۴۴ نفر مرد و ۳٬۴۰۹ نفر زن بوده‌اند.